# 古ヨーロッパ文字

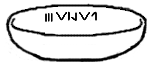
ヴィンチャで発掘された粘土の容器、深さ8.5メートルで発見

古ヨーロッパ文字（こヨーロッパもじ）またはヴィンチャ文字（ヴィンチャもじ）、ヴィンチャ＝トゥルダシュ文字（ヴィンチャ＝トゥルダシュもじ）は、南東ヨーロッパで見つかる先史時代の遺物に書かれている印の名称である。この印は紀元前6000年-4000年に人が住んでいたヴィンチャ文化の文字体系であると考える学者もいる。別の学者は、銘文が単純すぎる上に記号の繰り返しが不足しているとして、印が何らかの文字を表していることに疑いを持っている。

## 文字の発見
1875年、考古学的発掘調査により考古学者ゾフィア・トルマ(1840–1899) が、トランシルヴァニアのオラシュティエ近郊のトゥルダシュで未知の記号の刻まれた埋蔵物を発見した。類似の埋蔵物が1908年にトゥルダシュからおよそ120キロメートル離れたベオグラード郊外のヴィンチャの発掘調査でも発見された。後に、ベオグラードの別の郊外であるバンジカでも同様の断片が発見された。そのため、この文化はヴィンチャ文化と呼ばれ、文字はしばしばヴィンチャ＝トゥルダシュ文字と呼ばれた。
1961年、ルーマニアでニコラエ・ヴラッサがタルタリアのタブレットを発見したことにより、論議が再燃した。ヴラッサは銘文が絵文字であると信じていた。出土品は放射性炭素年代測定法で彼の予想より300年以上も古いことが分かり、シュメール人やミノア人の文字体系と比べてももっと古い、紀元前4000年以前のものであると測定された。今までに、類似の銘文が刻まれた1,000個を超える断片が南東ヨーロッパのいたるところ、特にギリシア（ディスプリオのタブレット）、ブルガリア、マケドニア共和国、かつてのユーゴスラビア社会主義連邦共和国、ルーマニア、東ハンガリー、モルドバ、南ウクライナで、各種の古代遺跡から発見されてきた。
ほとんどの銘文は土器に刻まれており、それ以外のものは紡錘、人形、その他の小さな物品の上に現れている。85%を超える銘文はただ一つの記号からなる。記号それ自体は動物に似た表現、櫛やブラシのパターン、および卍か十字のような、山形模様のような抽象記号を含む各種の抽象的かつ典型的な絵文字からなる。残りの碑文は記号のグループを含んでいるが、いくつかの配列にはパターンがなく、記号の順序や書字方向が容易に決定できない。記号の使用方法は物品によって大きく異なっており、単独で現れる記号はほぼ例外なく容器の上に現れる傾向にあるが、他の記号とグループになる記号は渦巻きの上に現れる傾向がある。
これらの調査結果の重要性は、出土品のうち最古のものの年代が紀元前4000年ごろであると測定された事実にある。これは既知の最古の文字であると通常考えられるウルク古拙文字より1000年ほど古い。記号の解析によって、中東の文字との類似点はほとんどないということを示し、おそらくシュメール文明とは独立に発生したという説が導かれた。他の場所（遠くはエジプト、クレタ、中国さえも）で発見された新石器時代の記号には多少の類似性がある。しかしながら、中国の学者は、それらの記号が多数の社会で独立して進化した文字の先駆けと呼ぶことができるものの収斂によって生じたと提言している。確かに、シュメールのウルク古拙文字（楔形文字）はトルコのチャタル・ヒュユクや、1954年に旧ソ連から保護区にされた黒海北岸のザポリージャ州のen:Kamyana Mohyla（ともにヴィンチャ文明より数千年古い）で見つかった石の印と類似性があるといわれている（旧ソ連の言語学者Anatoly KifishinとIgor Diakonovの議論がによる）。
多数の記号が知られているが、ほとんどの遺物は少数の記号しか含んでいないため、完全な文章を表現しているようには思われていない。唯一の例外はブルガリアのシトヴォ近辺で見つかった石である。この石の年代には議論があるが、それに関係なく石には50程度の記号しかない。どんな言語による記号を使っていたのか、あるいはそもそも言語を表しているのかどうかは不明である。

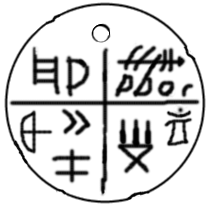
粘土のアミュレット、ルーマニアのタルタリア近辺で発掘されたタルタリアのタブレットの1つ、年代はおよそ紀元前4500年

## 記号の意味
記号の性質と目的はいまだに謎に包まれている。文字体系を構成しているかどうかさえ明らかでない。文字体系を構成しているとしても、どの体系の文字を表しているか不明である。これまでに記号を解読しようという試みが多くの学者によってなされてきたが、定説となる解読はまだなされていない。
当初、記号は単に所有を表す印として使われており、「これはXの所有物である」以上の意味はないと考えられていた。この説の有力な主張者は考古学者P. Biehlである。この説は、現在ではほとんど支持されていない。同じ記号がヴィンチャ文化のほぼ全域で、しかも数百年分も発見されているからである。
現在の有力な説は、記号が伝統的な農業社会で宗教的な目的に使われたというものである。もしそうであれば、同じ記号が数世紀もほとんど変更なしに使われた事実は、記号によって表現される儀式的な意味や文化が長い間変わらず残っており、それ以上の発達を必要としなかったことを示唆する。記号の使用は青銅器時代が始まった時点で、記号が使われていた物品とともに放棄されたように見え、新しいテクノロジーがもたらされたことによって社会組織と信仰に重大な変化があったことを示唆している。
儀式説が支持される別の証拠として、記号の書かれた物品が所有者にとってそれほど長い期間の重要性を持っていないように見えることである。記号の書かれた物品は穴の中やゴミ捨て場からよく発見された。ある種の物品、たいてい人形は、家の下から発見されることがほとんどであった。これは、物品が家庭の宗教儀式のために用意され、儀式で物品に彫り込まれた記号を表現（願望、要求、誓約など）を表すという仮説と一致する。儀式が完了すれば、物品はもはや重要ではなくなり、捨てるか儀式的に埋められた（その一部は奉納供物と解釈される）。
「櫛」や「ブラシ」など記号のいくつかは、今まで発見された記号すべての6分の1程度の組み合わせからなり、数字を表現していた可能性がある。一部の学者は碑文の4分の1超は容器の底面に刻まれており、宗教的銘文という名目にはなりえない位置であることを指摘した。ヴィンチャ文化は、銘文の刻まれた容器が広く分布していることから証明されるように、この物品をきわめて広範に他の文化と交換していたようであり、「数字」の記号が容器や中身の価値に関する情報を含んでいた可能性はある。他の文化、たとえばミノア人やシュメール人は、その文字を主として勘定の道具に用いていた。ヴィンチャの記号も類似の目的に使われていたかもしれない。
他の記号（主に容器の底に刻まれている）は一つしか存在しない。この印は容器の内容、出所や目的地、あるいは製造者や所有者を意味していた可能性がある。
Griffen (2005) は部分的に文字を解読し、「熊」、「鳥」、「女神」の記号を同定したと主張している。彼はほとんど同じ印を持つ2つの回転する紡錘、Jela 1 と 2を比較し、熊と鳥の人形に関する類似の印を同定している。渦巻きの碑文は「熊・女神・鳥・女神・ 熊・女神・女神」と読め、彼は「熊の女神と鳥の女神――実際には熊の女神」、もしくは「熊の女神と鳥の女神は実際には同じ熊の女神」と解釈している。Griffenは女神の融合と熊や鳥に似た属性をギリシアのアルテミスと比較している。Griffenの「女神」の記号は2つの縦棒であり、明らかに女性器をシンボル化したものである。これは2つの傾いた縦棒で表される線文字Bの「女性」の記号に類似している。

## ギンブタスによる解釈
印が文字を表現しているという考えを最初に提唱し、「古ヨーロッパ文字」という名称を生み出した人物はマリヤ・ギンブタスであった。後年の彼女は、ヨーロッパのほぼ全域にわたると考えていた前インド・ヨーロッパの古ヨーロッパ文化再建に関心を転じた。彼女は新石器時代のヨーロッパの図像学が圧倒的に女性であったこと（ヴィンチャ文化の銘文が刻まれた人形にもその傾向が窺える）を観察し、さまざまな女神や神を崇める母系的な文化の存在を結論づけた。ギンブタスは、ヴィンチャの印を彼女が構想する古ヨーロッパのモデルに統合し、古ヨーロッパ語の文字体系、もしくは一種の「文字以前の記号体系」であったという説を立てた。しかし、大半の考古学者や言語学者は、ギンブタスによる「文字体系としてのヴィンチャ記号」の解釈に否定的である。

## 異端科学における解釈
他の未解読文字と同様、ヴィンチャ文字も異端科学者の関心を引きつけている。セルビアの考古学者Radivoje Pešićは彼の著書The Vinča Alphabet (ISBN 86-7540-006-3) で、すべての記号はエトルリア文字に存在し、すべてのエトルリア文字はヴィンチャ記号に見つかるという仮説を提案している。ただし、この説は多くの考古学者に受け入れられていない。